# Nastro d’Argento/Beste Filmmusik
Nastro d’Argento: Beste Filmmusik (Nastro d'Argento/Migliore colonna sonora)
Dieser Filmpreis wird seit 1947 vom italienischen Filmkritikerverband (Sindacato Nazionale Giornalisti Cinematografici Italiani, SNGCI) vergeben.
Ennio Morricone wurde zwischen 1965 und 2013 neunmal mit dem Preis ausgezeichnet und ist damit Rekordhalter.
| Jahr | Preisträger                                               | Filmtitel                                                                              |
| ---- | --------------------------------------------------------- | -------------------------------------------------------------------------------------- |
| 1947 | Renzo Rossellini                                          | Paisà                                                                                  |
| 1948 | Renzo Rossellini                                          | Die Brüder Karamasov                                                                   |
| 1949 | Alessandro Cicognini                                      | Fahrraddiebe                                                                           |
| 1950 | Roman Vlad                                                | für sein Gesamtwerk                                                                    |
| 1951 | Giovanni Fusco                                            | Chronik einer Liebe (Cronaca di un amore)                                              |
| 1952 | Mario Nascimbene                                          | Es geschah Punkt 11 (Roma ore 11)                                                      |
| 1953 | Valentino Bucchi                                          | Die Lust des Bösen (Febbre di vivere)                                                  |
| 1954 | Mario Zafred                                              | Chronik armer Liebesleute (Cronache di poveri amanti)                                  |
| 1955 | Angelo Francesco Lavagnino                                | Der verlorene Kontinent (Continente perduto)                                           |
| 1956 | Angelo Francesco Lavagnino                                | Der weiße Sieg (Vertigine bianca)                                                      |
| 1957 | Nino Rota                                                 | Krieg und Frieden (War and Peace )                                                     |
| 1958 | Nino Rota                                                 | Weiße Nächte (Le notti bianche)                                                        |
| 1959 | Carlo Rustichelli                                         | Und draußen lauert die Sünde (L’uomo di paglia)                                        |
| 1960 | Mario Nascimbene                                          | Wilder Sommer (Estate violenta)                                                        |
| 1961 | Giovanni Fusco                                            | Die mit der Liebe spielen (L’avventura)                                                |
| 1962 | Giorgio Gaslini                                           | Die Nacht (La notte )                                                                  |
| 1963 | Piero Piccioni                                            | Wer erschoss Salvatore G.? (Salvatore Giuliano )                                       |
| 1964 | Nino Rota                                                 | Achteinhalb (8½ )                                                                      |
| 1965 | Ennio Morricone                                           | Für eine Handvoll Dollar (Per un pugno di dollari)                                     |
| 1966 | Armando Trovajoli                                         | Sieben goldene Männer (Sette uomini d’oro)                                             |
| 1967 | Carlo Rustichelli                                         | Die unglaublichen Abenteuer des hochwohllöblichen Ritters Branca Leone                 |
| 1968 | Mario Nascimbene                                          | Pronto... c'è una certa Giuliana per te                                                |
| 1969 | Nino Rota                                                 | Romeo und Julia                                                                        |
| 1970 | Ennio Morricone                                           | Metti, una sera a cena                                                                 |
| 1971 | Stelvio Cipriani                                          | Anonimo Veneziano                                                                      |
| 1972 | Ennio Morricone                                           | Sacco und Vanzetti (Sacco e Vanzetti)                                                  |
| 1973 | Guido De Angelis, Maurizio De Angelis                     | Zwei Himmelhunde auf dem Weg zur Hölle                                                 |
| 1974 | Tony Renis                                                | Blu Gang                                                                               |
| 1975 | Giancarlo Chiaramello                                     | Orlando Furioso                                                                        |
| 1976 | Adriano Celentano                                         | Yuppi Du (Yuppi du)                                                                    |
| 1977 | Fred Bongusto                                             | Oh, Serafina!                                                                          |
| 1978 | Armando Trovajoli                                         | Ein besonderer Tag                                                                     |
| 1979 | Nino Rota                                                 | Orchesterprobe                                                                         |
| 1980 | Fred Bongusto                                             | La Cicala                                                                              |
| 1981 | Riz Ortolani                                              | Aiutami a sognare                                                                      |
| 1982 | Lucio Dalla, Fabio Liberatori                             | Borotalco                                                                              |
| 1983 | Angelo Branduardi                                         | Himmel und Hölle (State buoni se potete)                                               |
| 1984 | Riz Ortolani                                              | Una gita scolastica                                                                    |
| 1985 | Ennio Morricone                                           | Es war einmal in Amerika                                                               |
| 1986 | Tony Esposito                                             | Camorra                                                                                |
| 1987 | Armando Trovajoli                                         | Die Familie                                                                            |
| 1987 | Riz Ortolani                                              | L'inchiesta                                                                            |
| 1987 | Giovanni Nuti                                             | Stregati                                                                               |
| 1988 | Ennio Morricone                                           | The Untouchables – Die Unbestechlichen                                                 |
| 1989 | Eugenio Bennato, Carlo D’Angiò                            | Cavalli si nasce                                                                       |
| 1990 | Claudio Mattone                                           | Scugnizzi                                                                              |
| 1991 | Nicola Piovani                                            | Die Stimme des Mondes, In nome del popolo sovrano, Kein Mann für die Liebe, Nachtsonne |
| 1992 | Pino Daniele                                              | Pensavo fosse amore invece era un calesse                                              |
| 1993 | Manuel De Sica                                            | Al lupo al lupo                                                                        |
| 1994 | Federico De Robertis                                      | Sud                                                                                    |
| 1995 | Luis Bacalov                                              | Der Postmann                                                                           |
| 1996 | Lucio Dalla                                               | Jenseits der Wolken                                                                    |
| 1997 | Paolo Conte                                               | Der blaue Pfeil                                                                        |
| 1998 | Nino D’Angelo                                             | Oh Tano! Für Dich lohnt es sich zu sterben (Tano da morire)                            |
| 1999 | Eugenio Bennato                                           | La stanza dello scirocco                                                               |
| 2000 | Ennio Morricone                                           | Canone inverso                                                                         |
| 2001 | Ennio Morricone                                           | Der Zauber von Malèna                                                                  |
| 2002 | Edoardo Bennato                                           | Il principe e il pirata                                                                |
| 2003 | Nicola Piovani                                            | Roberto Benignis Pinocchio (Pinocchio)                                                 |
| 2004 | Paolo Fresu                                               | L'isola                                                                                |
| 2005 | Banda Osiris                                              | Primo Amore                                                                            |
| 2006 | Louis Siciliano, Roy Paci, Fabio Barovero, Simone Fabroni | La febbre                                                                              |
| 2007 | Ennio Morricone                                           | Die Unbekannte                                                                         |
| 2008 | Paolo Buonvino                                            | Stilles Chaos                                                                          |
| 2009 | Paolo Buonvino                                            | Italians                                                                               |
| 2010 | Rita Marcotulli                                           | Basilicata coast to coast                                                              |
| 2011 | Negramaro                                                 | Engel des Bösen – Die Geschichte eines Staatsfeindes                                   |
| 2012 | Franco Piersanti                                          | Terraferma, Le premier Homme                                                           |
| 2013 | Ennio Morricone                                           | The Best Offer – Das höchste Gebot (La migliore offerta)                               |
| 2014 | Roberto Pischiutta, Aldo De Scalzi                        | Song’e Napule                                                                          |
| 2015 | Nicola Piovani                                            | Hungry Hearts                                                                          |
| 2016 | Carlo Virzì                                               | Die Überglücklichen (La pazza gioia)                                                   |
| 2017 | Enzo Avitabile                                            | Unzertrennlich (Indivisibili)                                                          |
| 2018 | Pivio, Aldo De Scalzi                                     | Ammore e malavita                                                                      |
| 2019 | Nicola Piovani                                            | Il Traditore – Als Kronzeuge gegen die Cosa Nostra (Il traditore)                      |
| 2020 | Brunori Sas                                               | Odio l’estate                                                                          |
| 2020 | Pasquale Catalano                                         | Die Göttin Fortuna (La dea fortuna)                                                    |
| 2021 | Stefano Bollani                                           | Carosello Carosone                                                                     |
| 2022 | Nicola Piovani                                            | I fratelli De Filippo, Leonora addio                                                   |
| 2023 | Colapesce, Dimartino                                      | La primavera della mia vita                                                            |
| 2024 | Margherita Vicario, Dade                                  | Gloria!                                                                                |